# Thomas Greenwood
Thomas Greenwood, född den 9 maj 1851, död den 9 november 1908, var en brittisk folkbildningsfrämjare.
Greenwood grundade 1875 tillsammans med W.H. Smith ett tryckeri i London, varifrån han bland annat utgav ett flertal tekniska tidskrifter, men ägnade sig senare främst åt organiserandet av folkbildningen. Hans Public libraries (1886) och Sunday school and village libraries (1892) var banbrytande.